# 怙主
怙主（藏語：མགོན་པོ，威利转写：mgon po，THL：Gönpo；貢保、貢布、貢波、剛布）是对護法神的尊称。
怙主即依怙主，藏傳佛教之中意為「護衛」（即護法）。能获得称号的多是大菩薩、明王、赫魯嘎或見道之後的天界神明與執金剛神；怙主常称呼大黑天。觀世音菩薩、文殊菩薩與金剛手菩薩並稱為“三怙主”“雪山三怙主”。
同时，怙主常用來作為對佛教成就開悟的修行者的敬稱，词源于印度教。民眾相信法能強大的怙主能對信徒提供保護，以及幫忙，能減少信徒面對的困難，有助於修行。
它也是常見的藏文名字之一。